# 拒马河
39°31′24″N 115°06′54″E / 39.5234452°N 115.1150415°E

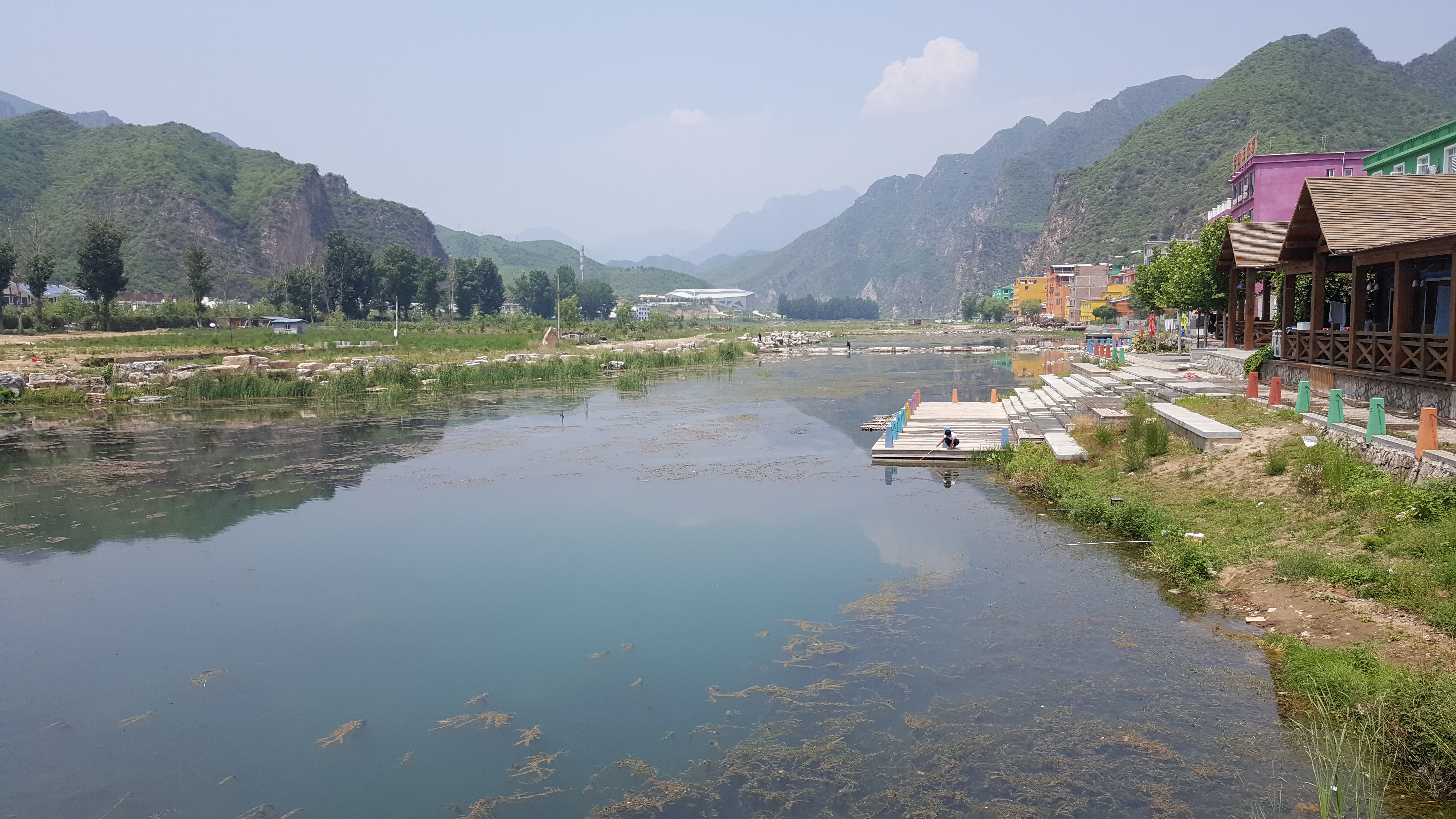
拒马河苟各庄境内的一段

拒马河原名涞水河，位於中國的華北平原，是海河流域大清河水系支流，为北京市五大水系之一。
发源自河北省涞源县縣城南旗山腳下，以地下水溢出成泉群形式變為地表水。拒马河源，不仅涌水量大而恒定，泉水的温度冬夏也基本没有变化，常年在7℃左右。《水经注》卷十二 圣水、巨马水记载：巨马河出代郡广昌县涞山，即涞水也，有二源，俱发涞山。拒马河流经紫荆关向北至涞水县折向东，流入北京市房山区的十渡风景区、在张坊镇分为南北两支：北拒马河和南拒马河。南、北拒马河于白沟镇流入大清河。干流长254公里，白沟村以上流域面积1000平方公里。河床宽200—1000公尺。是中国北方最大的冬季不结冰河流。
拒马河干流没有控制性水库。2008年2月16日《国务院关于海河流域防洪规划的批复》(国函〔2008〕11号)规划新建拒马河干流张坊水库；远景规划紫荆关水库及小峰口水库。但张坊水库虽然从1952年开始屡次勘探、设计，由于河北省和北京市两地的拒马河水资源相争不下，该工程仍为纸上规划。
拒馬河則的一段，是著名的紫荊關長城。紫荊關位於紫荊山上，是河北平原進入太行山的隘口之一，是中國九大名關之一。